# Yeliz Doğramacılar
Yeliz Doğramacılar (Estambul, 17 de marzo de 1978) es una actriz y presentadora de televisión turca, conocida por interpretar el papel de Füsun Arman en la serie Bir Zamanlar Çukurova

## Biografía
Yeliz Doğramacılar nació el 17 de marzo de 1979 en Estambul (Turquía), y es cuñada de la periodista y columnista Ayşe Arman.

## Carrera
Yeliz Doğramacılar realizó sus estudios en la Universidad de Yeditepe, la Universidad de Bahçeşehir y la escuela secundaria Vefa. En 2000 protagonizó la serie Savunma . En 2002 y 2003 interpretó el papel de Yeliz en la serie Koçum benim. En 2003 interpretó el papel de Sah Sultan en la serie Hürrem Sultan. En 2003 y 2004 interpretó el papel de Didem en la serie Hayat bilgisi.
En 2005 interpretó el papel de Aylin Karaali en la serie Kaleiçi. En 2007 protagonizó la serie Ertelenmis Hayatlar. En el mismo año interpretó el papel de Mine en la película Hicran sokagi dirigida por Safa Önal. En 2011 formó parte del elenco de la serie Muhteşem Yüzyıl. En 2013 interpretó el papel de Bahar en la serie Görüs Günü Kadinlari. De 2018 a 2022 fue elegida para interpretar el papel de Füsun Arman en la serie emitida en ATV Bir Zamanlar Çukurova y donde actuó junto a actores como Hilal Altınbilek, Uğur Güneş, Murat Ünalmış, Vahide Perçin, Furkan Palalı, İlayda Çevik y Bülent Polat.

## Vida personal
Yeliz Doğramacılar desde 2009 está casada con Nevzat Arman.

## Filmografía

### Cine
| Año  | Título        | Personaje   | Director  |
| ---- | ------------- | ----------- | --------- |
| 2007 | Hicran sokagi | Elif Karaca | Safa Önal |

### Televisión
| Año       | Título                | Personaje     | Notas         |
| --------- | --------------------- | ------------- | ------------- |
| 2000      | Savunma               |               | 2 episodios   |
| 2002-2003 | Koçum benim           | 8 episodios   |               |
| 2003      | Hürrem Sultan         | Sah Sultan    | 40 episodios  |
| 2003-2004 | Hayat bilgisi         | Didem         |               |
| 2005      | Kaleiçi               | Aylin Karaali | 3 episodios   |
| 2007      | Ertelenmis Hayatlar   |               |               |
| 2011      | Muhteşem Yüzyıl       |               |               |
| 2013      | Görüs Günü Kadinlari  | Bahar         |               |
| 2018-2022 | Bir Zamanlar Çukurova | Füsun Arman   | 141 episodios |

## Programas de televisión
| Título      |
| ----------- |
| Boca a boca |
| Ana Ocağı   |

## Premios y reconocimientos
| Año  | Premio                                  | Categoría                             | Trabajo               | Resultado | Notas                                  |
| ---- | --------------------------------------- | ------------------------------------- | --------------------- | --------- | -------------------------------------- |
| 2022 | Premio Golden Caretta, Chipre del Norte | Mejor actriz de reparto de televisión | Bir Zamanlar Çukurova | Ganadora  | Junto con Sibel Taşçıoğlu y Polen Emre |